# Lost Cities
Lost Cities ist ein Kartenspiel für zwei Personen von Reiner Knizia, das 1999 im Spieleverlag Kosmos erschienen ist. Es ist für Spieler ab zehn Jahren geeignet und dauert etwa 30 Minuten. Das Spiel gewann den Gamers Choice Award 2000 und 2006 wurde es mit dem spanischen Spielepreis Juego del Año ausgezeichnet. 
Auf der Basis von Lost Cities entwickelte Reiner Knizia das Brettspiel Keltis, das 2008 zum Spiel des Jahres gekürt wurde und 2018 auch unter dem Titel Lost Cities – Das Brettspiel gemeinsam mit einer leicht veränderten 2-Spieler-Version (Lost Cities – Das Duell) und einer Reiseversion (Lost Cities – Das Abenteuer to Go) erschien.

## Hintergrund und Material
Ziel des Spiels Lost Cities ist es, bis zu fünf Expeditionen durch Auslegen der Expeditionskarten in aufsteigender Reihenfolge zu einem erfolgreichen Abschluss zu bringen und durch vorheriges Auslegen von Wettkarten ihren Wert zu vervielfachen.
Das Spielmaterial besteht neben der Spielanleitung aus 
- einem Spielplan,
- 45 Expeditionskarten in fünf Farben und mit den Werten 2 bis 10 für fünf verschiedene Expeditionen zu entlegenen Orten der Welt sowie
- 15 Wettkarten in fünf Farben

Bei der 2018 erschienenen Lost Cities – Das Duell wurde ein weiteres Kartenset mit Wettkarten veröffentlicht und ein beidseitig bedruckter Spielplan mit einer zusätzlichen violetten Expedition beigefügt.

## Spielweise

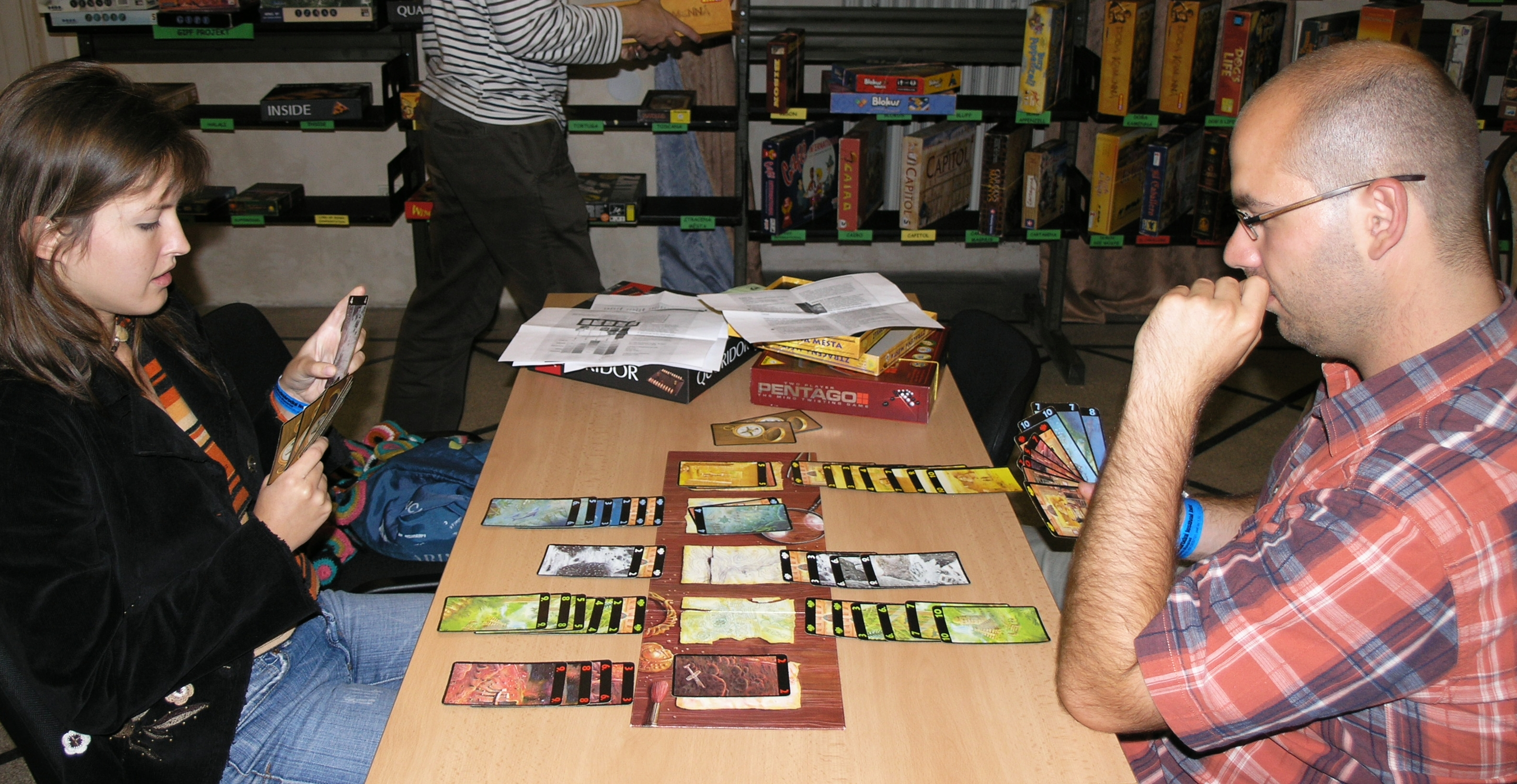
Lost Cities

Zur Vorbereitung wird der Spielplan zwischen den Spielern ausgebreitet. Er zeigt je einen Ablagestapel für die fünf Farben. Jedem Spieler werden verdeckt acht Karten ausgeteilt. Die restlichen Karten bilden einen verdeckten Stapel.
Es wird abwechselnd gespielt. Der am Zug befindliche Spieler muss zuerst eine seiner Handkarten ausspielen und hat dabei die Wahl zwischen zwei Möglichkeiten: Er kann eine Expedition beginnen oder fortsetzen, oder er legt eine Karte offen auf den Ablagestapel der entsprechenden Farbe. Um eine Expedition zu beginnen, kann ein Spieler entweder eine Wettkarte auslegen oder eine Zahlenkarte. Bei der Fortsetzung müssen die Kartenwerte steigen und eine zusätzliche Wettkarte kann nur direkt auf einer bereits ausliegenden am Expeditionsbeginn und niemals auf eine Zahlenkarte gelegt werden.
Nachdem eine Handkarte auf eine der beiden Weisen ausgelegt wurde, zieht der Spieler eine Karte nach. Dabei kann er zwischen einer Karte vom verdeckten Nachziehstapel oder des offenen Ablagestapels wählen, darf aber nicht eine Karte nehmen, die er grade abgelegt hat. Danach ist der andere Spieler am Zug.
Das Spiel endet, sobald die letzte Karte des verdeckten Stapels gezogen wurde. Darauf folgt die Wertung, bei der jede Expedition einzeln gewertet wird. Die Werte der Expeditionskarten werden addiert, von der Summe 20 abgezogen, und für jede Wettkarte die Differenz nochmal um den gleichen Wert erweitert; liegt also eine Wettkarte am Beginn der Expedition, wird das Nettoergebnis verdoppelt, bei zwei Wettkarten verdreifacht und bei drei Wettkarten vervierfacht. Die Einzelwerte werden dann zum Gesamtergebnis des Spielers addiert. Der Spieler mit der höheren Gesamtpunktzahl gewinnt.

## Ausgaben und Resonanz
Lost Cities wurde von dem deutschen Spieleautor Reiner Knizia entwickelt und erschien zuerst 1999 im Spieleverlag Kosmos. Neben der deutschen Ausgabe bei Kosmos erschien das Spiel später auch auf Englisch (Rio Grande Games), Französisch (Tilsit Éditions), Niederländisch (999 Games), Spanisch (Devir), Portugiesisch (Devir), Finnisch (Marektoy), Russisch (Zvezda), Tschechisch (Albi), Polnisch (Galakta) Dänisch/Schwedisch/Finnisch/Norwegisch (Midgaard Games) und in anderen Sprachen. 2007 brachte Kosmos eine Neuauflage mit geänderter Grafik heraus. 2018 erschien erneut eine Version mit einer zusätzlichen Expedition als Lost Cities – Das Duell und in einer Reiseversion (Lost Cities – Das Abenteuer to Go).
Ebenfalls bei Kosmos ist das Vier-Personen-Spiel Keltis erschienen, welches dasselbe Spielprinzip nutzt und 2008 zum Spiel des Jahres ausgezeichnet wurde. Das Spiel erschien, optisch in anderer Form, 2018 auch unter dem Titel Lost Cities – Das Brettspiel.

## Auszeichnungen
Im Jahr 1999 gewann das Spiel den vierten Platz des À-la-carte-Kartenspielpreis und im Folgejahr gewann es den Gamers Choice Award. 2006 wurde es Spiel des Jahres (Juego del Año) in Spanien.

## Computerspiele
Bis zum 28. September 2009 gab es eine online spielbare Version des Spiels in der Brettspielwelt. Am 23. August 2012 erschien eine Variante für das iPhone. Für die Entwicklung zeichnen The Coding Monkeys aus München verantwortlich.

## Belege
1. ↑  Lost Cities in der Spieledatenbank BoardGameGeek (englisch)
2. ↑  JUEGO del Año 2006 en ESPAÑA
3. ↑  Forum der Brettspielwelt
4. ↑  lostcitiesapp.com